# レオ・シェン
レオ・シェン（Leo Sheng, 1996年 - ）は、中国系アメリカ人の俳優。中国湖南省出身、アメリカ合衆国ミシガン州育ちで、主にアメリカで活動している。

## 生い立ち
1996年、中国の湖南省にて生まれる。その後、アメリカのミシガン州イプシランティに住むアメリカ人のレズビアンのカップルに養子として引き取られ、育てられた。12歳の時に、自身がトランスジェンダーであることを初めてカミングアウトした。
2017年にミシガン大学で社会学の理学士号を取得。同校のソーシャルワーク大学院に合格していたが、映画『Adam』に俳優として出演することが決まったため進学を取り止めた。

## キャリア
17歳の時にInstagramやYouTubeを通して自身の性転換の経過を公開し、注目される。2018年に公開された、リース・アーンスト監督の映画『Adam』で俳優デビュー。イーサン役を演じ、映画初主演を果たす。2019年から放送が開始された、LGBTQ+の人々の恋愛や人間模様を描くテレビドラマ『Lの世界 ジェネレーションQ』に、トランスジェンダーの大学教授マイカ・リー役で出演。シェンは11歳の時に、前作『Lの世界』に登場するトランスマスキュリンのマックスという役を見て、その直後に自身もトランスジェンダーであることをカミングアウトしたという。また、2020年公開のドキュメンタリー映画『トランスジェンダーとハリウッド: 過去、現在、そして』にも出演し、『Adam』に続き、テレビドラマ『POSE/ポーズ』のブランカ役などで知られるMJ・ロドリゲスらと共演した。

## 出演作品

### 映画
| 公開年 | 邦題 原題                                                                            | 役名     | 備考                                                            |
| ------ | ------------------------------------------------------------------------------------ | -------- | --------------------------------------------------------------- |
| 2019   | Adam                                                                                 | イーサン |                                                                 |
| 2020   | トランスジェンダーとハリウッド: 過去、現在、そして Disclosure: Trans Lives on Screen | 本人     | Netflixのドキュメンタリー映画 兼 クリエイティブ・コンサルタント |

### テレビシリーズ
| 放送年 | 邦題 原題                                          | 役名         | 備考                                   |
| ------ | -------------------------------------------------- | ------------ | -------------------------------------- |
| 2019-  | Lの世界 ジェネレーションQ The L Word: Generation Q | マイカ・リー | 『Lの世界』の続編ドラマ メインキャスト |

## 私生活
シェンはアメリカのカリフォルニア州ロサンゼルス在住のトランスジェンダーの男性（FtM）である。